# Zabuże (rejon kamionecki)
Zabuże, Łany Niemieckie (ukr. Забужжя, Zabużżia) – wieś na Ukrainie, w obwodzie lwowskim, w rejonie lwowskim (wcześniej w rejonie kamioneckim). W 2023 roku liczyła 1342 mieszkańców.
Wieś Łany Niemieckie powstała w 1804 roku na gruntach wsi Łany (Polskie) jako kolonia czeskich Niemców pochodzących z okolic Kravska, Domažlic i Klenčí. Wieś założył hrabia Józef Mier. Koloniści ci w ciągu 2-3 pokoleń ulegli szybkiej polonizacji i już pod koniec XIX wieku powszechnie stosowanym językiem był język polski, a cała wieś należała do polskiej parafii katolickiej w Kamionce Strumiłowej. Po II wojnie światowej Łany Niemieckie połączono z chutorem Zabuże (zwanym też Przedmieściem Zabużańskim).